# Big Beach Sports
Big Beach Sports es un juego de deportes para la Wii desarrollado por HB Studios y producido por THQ.
El juego es una colección de seis simulaciones deportivas, en las que los jugadores compiten en un lugar de playa. Los deportes incluyen: Fútbol americano, voleibol, fútbol, bochas, cricket y disc golf. Los juegos no son simulaciones muy realistas de los deportes, sino que se orientan más hacia una física poco realista, escenarios de playa estilizados y un conjunto de reglas simplificado. Destaca por ser el tercer juego de Wii (el primero fue Pokémon Battle Revolution y el segundo Geometry Wars: Galaxies) que cuenta con conectividad con la Nintendo DS. Big Beach Sports también es el primer juego de cricket de la Wii. Se lanzó el 24 de junio de 2008.

## Conectividad de DS a Wii
La aplicación de la DS descarga una pequeña aplicación de la Wii, que permite al jugador dibujar la cara del personaje creado (ojos, orejas, nariz, boca y cejas) y cargarla desde la Nintendo DS a la Wii. El personaje aparecerá así en el juego. Esta aplicación no requiere la inserción de ningún juego de DS en la Nintendo DS.

## Juego
Todos los juegos permiten hasta 4 jugadores jugando al mismo tiempo, o en el caso de Bocce y Disc Golf, alternando turnos. Todos los juegos utilizan únicamente el mando de Wii, ningún juego requiere el uso del Nunchuck o cualquier otro periférico.
Tras crear un personaje, el jugador puede competir en torneos contra rivales cada vez más duros en cualquiera de los deportes. Al jugar partidas rápidas y torneos, el personaje obtiene puntos de habilidad. Estos se utilizan para calcular la dificultad del oponente de la CPU para los futuros partidos de Partida Rápida. Por lo tanto, después de completar todos los torneos de todos los deportes en Big Beach Sports, donde cada juego tiene una dificultad preestablecida, el jugador puede volver a la Partida Rápida y continuar con el máximo de Puntos de Habilidad (999 puntos) para cada uno de los seis deportes. En el caso de la mayoría de los deportes, sin embargo, el juego se vuelve extremadamente desafiante y los oponentes de la IA son mucho más difíciles de vencer después de alcanzar los 900 puntos de habilidad.

## Recepción
Big Beach Sports tuvo una recepción bastante pobre por parte de la crítica, con una puntuación media en Metacritic de sólo el 44%.[cita requerida] IGN fue mordaz, ridiculizando el juego como un "verdadero proyecto de cobro que ignora algunos de los grandes fundamentos de control establecidos con el juego de Nintendo por un diseño poco inteligente de "meneo y ganancia"".
El director general de THQ, Brian Farrell, se refirió al juego como "un éxito rotundo" en la llamada de ganancias del primer trimestre de 2009 de la compañía y lo mencionó en su plan estratégico a finales de 2008. La Entertainment and Leisure Software Publishers Association (ELSPA) le concedió el premio "Platino" en ventas, lo que indica que se vendieron al menos 300.000 copias en el Reino Unido.

## Secuela
Una secuela, Big Beach Sports 2, fue lanzada para la Wii en 2010.